# 薗部潔史
薗部 潔史（そのべ きよし、1953年10月1日 - 没）は、茨城県出身の元プロ野球選手。ポジションは投手。

## 来歴・人物
茨城県立常北高等学校から、1971年のドラフトでロッテオリオンズから11位で指名され入団。
主に打撃投手で、縦割れのカーブが武器。一軍公式戦に出場することはなく、退団した。

## 詳細情報

### 年度別投手成績
- 一軍公式戦出場なし

### 背番号
- 68 （1972年）
- 58 （1972年 - 1978年）